# Moszkvai Nagyfejedelemség

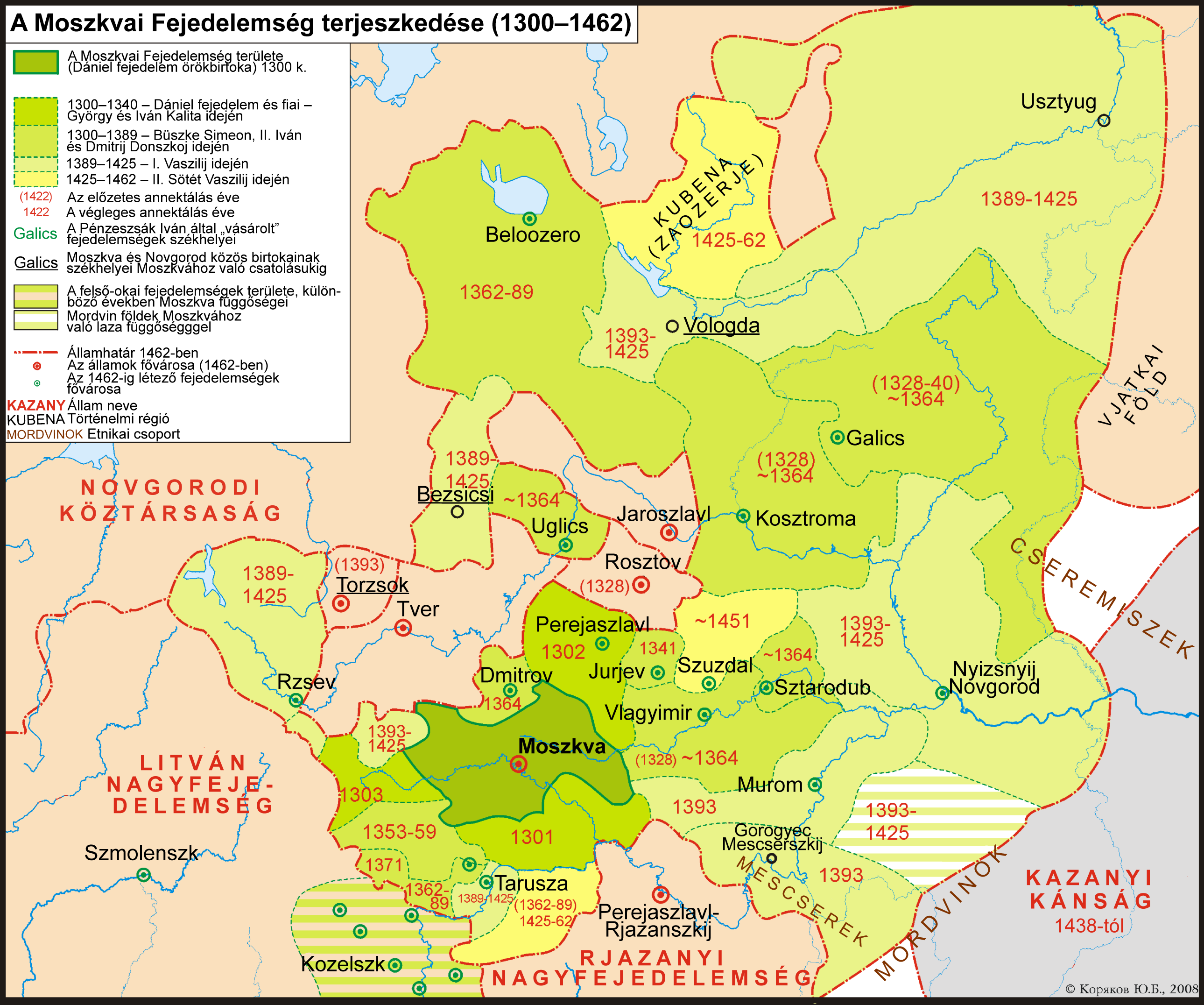
A fejedelemség terjeszkedése 1300 és 1462 között.

A Moszkvai Fejedelemség, majd Nagyfejedelemség (oroszul Великое княжество Московское) egyike volt az Oroszország egyesítése előtti független fejedelemségeknek. Eleinte a Vlagyimiri Nagyfejedelemség része volt, majd fokozatosan megerősödve a 14. század végétől nagyfejedelemség lett és bekebelezte Vlagyimirt, csakúgy mint számos más kisebb fejedelemséget. 1330-tól 1480-ig (néhány kivétellel) szinte mindig a moszkvai fejedelmek viselték a vlagyimiri nagyfejedelmi címet, amit a tatár kánok – akiknek az orosz fejedelmek vazallusai voltak – rendre megerősítettek. Moszkva fokozatosan magába olvasztotta a többi orosz fejedelemséget, magja lett az orosz egyesítésnek, míg 1547-ben IV. Iván fejedelem felvette a cári címet és létrejött az egységes Oroszország.

## A fejedelemség létrejötte és megerősödése
Moszkvát először 1147-ben említik, ekkor a Vlagyimiri Fejedelemséghez tartozott. Első fejedelme a vlagyimiri nagyfejedelem negyedik fia, Vlagyimir Vszevolodovics volt, aki bátyjától hódította el a várost és néhány hónapig itt volt a központja. A mongol hódítás idején 1238-ban Moszkvát kirabolták és felgyújtották, de a veszély elmúltával megmaradt lakosai újjáépítették. 1247–48-ban Moszkva Jaroszlav Veszevolodovics nagyfejedelem negyedik fiáé, Mihailé volt, de ő fiúutód nélkül halt meg. Végül 1263-ban Alekszandr Nyevszkij adományozta oda kétéves fiának, Dánielnek, az ő utódainak uralma alatt Moszkva fokozatosan megerősödött.
A fejedelemség kezdetben csak egy kis területet birtokolt a Moszkva folyó völgyében, még az Oka folyóra sem volt kijárata. Bátyjai hatalmi harcában Dániel Dmitrijt támogatta, így az Andrejt pártoló tatár kán 1293-as hadjárata során a várost kifosztották.
1301-ben Dániel legyőzte és foglyul ejtette a rjazanyi fejedelmet és elvette tőle Kolomna városát. Egy évvel később gyermektelenül meghalt unokatestvére ráhagyta az északkeletről szomszédos Perejaszlavl-zalesszkiji Fejedelemséget. Dániel 1303-ban meghalt és legidősebb fia és utóda, Jurij még ugyanabban az évben elhódította a szmolenszki fejedelemtől Mozsajszkot.
Jurij után Iván Kalita következett a trónon, aki folytatta a terjeszkedést, elszegényedett uralkodóiktól megvásárolta Uglicsot, Halics Merszkijt és Beloozerót. Az ő idejében a fejedelemség már a Moszkva folyó teljes hosszát magába foglalta és a Volga partjának egy részét is. Azonban ekkor még a krónikások Moszkvával egyenrangúnak említik a rjazanyi vagy tveri fejedelemségeket, akik maguk intézték az ügyeiket az Arany Hordával és maguk szállították a fizetendő éves adót. A tveri fejedelmek eredményesen versengtek Moszkvával a vlagyimiri nagyfejedelmi címért egészen 1482-ig, amikor is az megszűnt és Moszkvával együtt Tver is nagyfejedelmi státuszt kapott. Bár a többi orosz herceg segítségével a moszkvai Dmitrij Donszkoj 1375-ben rákényszerítette a tveri Mihailt hogy idősebb fivérének nevezze őt, és szövetségbe kényszerítette a tatárok ellen, de a Horda elleni döntő jelentőségű kulikovói csatába Tver csak a látszat kedvéért küldött katonákat és ez a formális kötelezettsége a következő moszkvai uralkodó idejében már teljesen megszűnt. A rjazanyi fejedelem 1381-ben még szintén fiatalabb fivérnek nevezte magát, de miután egy évvel később Toktamis kán felégette Moszkvát, elhódította tőle Kolomna városát (bár két évvel utána a metropolita nyomására visszaszolgáltatták és mint egyenrangú felek „örök békét” kötöttek).
Dmitrij Donszkoj fia, Vaszilij tovább bővítette fejedelemsége határait, 1392-ben a tatár kántól megvásárolta a jarlikot Nyizsnyij Novgorodra és négy másik részfejedelemségre (amiket ideiglenesen visszavettek 1408–1415 között). Harminchat éves uralkodása alatt kellőképpen meg is szilárdította a moszkvai fennhatóságot új területei fölött.

## A Litván Nagyfejedelemséggel való viszony
Simeon fejedelem 1333-ban a Gediminas litván uralkodó lányát vette feleségül, de ezután a két állam közötti viszony rohamosan romlott. 1340-ben a szmolenszki fejedelemség szövetségre lépett Litvániával és megtagadta az Arany Hordának való adófizetést, mire a tatárok moszkvai és rjazanyi segítséggel feldúlták a fejedelemséget, amely azonban csak egy tíz évvel későbbi második moszkovita hadjárat után adta fel a szövetséget.
Algirdas litván nagyfejedelem 1349-ben az Arany Hordánál keresett szövetséget Moszkva ellen, ám eredménytelenül. Az 1360-as és 70-es években Tver kapcsán lángolt fel az ellenségeskedés. Vaszilij tveri fejedelem fia Simeon lányát vette feleségül, míg Algirdas felesége a Vaszilij ellenzékét jelentő Mihail mikulini részfejedelem nővére volt. A tveri trónért vívott harcba kapcsolódtak be szövetségesként a moszkvaiak és a litvánok az 1367–1375-ös moszkvai–tveri és az 1368–1372-es moszkvai–litván háborúkban. Algerdis kétszer is ostrom alá fogta Moszkvát, de nem bírt az 1367-ben befejezett, kőből épült városfallal. Az 1380-as kulikovói csatában Litvánia a tatárok szövetségese volt, ám nem érkezett meg időben a csata helyszínére; egyes litvániai hercegek Moszkva oldalán harcoltak a Horda ellen.
A két állam viszonya ezután normalizálódott, hogy I. Vaszilij nagyfejedelem Vytautas litván nagyfejedelem leányát vette feleségül. Vytautas 1425–30 között a kiskorú II. Vaszilij gyámjaként gyakorlatilag az egész Moszkvai Nagyfejedelemséget is irányította és felmerült, hogy egyesítse a két államot. A Litvániával unióban levő Lengyelország azonban ezt nem engedte, mert a litván fél túlságosan megerősödött volna. Ebben az időben a tveri, rjazanyi és pronszki fejedelemségek is litván védnökség helyezték magukat. Vytautas 1430-as halála után utódlási harc kezdődött mind Litvániában, mind Moszkvában. 1449-ben II. Vaszilij és IV. Kázmér megállapodott egymással, hogy tartózkodni fognak az egymás belügyeikbe való beavatkozástól.

## Az Arany Hordával való viszony
1317-ben György moszkvai fejedelem feleségül vette Üzbég kán nővérét, Koncsakot. Erre a szövetségre támaszkodva próbálta megszerezni a vlagyimiri nagyfejedelmi címet I. Mihail tveri fejedelemtől, aki azonban csatában legyőzte őt és foglyul ejtette a feleségét. Koncsak meghalt a fogságban, a tveri herceget kivégezték, így a nagyfejedelemség Jurijra szállt. Az 1327-es tveri tatárellenes felkelés után Iván Kalita tevékenyen részt vett az Arany Horda büntető hadjáratában és a tatárokkal közösen dúlta fel Tvert.
Az 1360-as évektől kezdődően több évtizedes zavaros időszak kezdődött az Arany Hordában, ami együtt járt a központi hatalom meggyengülésével és a kánok gyakori cserélődésével. A tényleges hatalom Mamaj beglerbég kezében volt, aki saját kiskirályságot épített ki a kánság délnyugati részén. 1363-ban az egyik kánváltást kihasználva a moszkvaiak elvetették a vlagyimiri nagyfejedelmi címet a szuzdali fejedelemtől és a tizenkét éves Dmitrijnek adták. Mamaj eleinte támogatta Moszkva megerősödését és jó kapcsolatokat ápolt Dmitrijjel és a metropolitával. 1370-től a viszony megváltozott és inkább Tverre kezdett támaszkodni, a nagyfejedelmi jarlikot is elvette Dmitrijtől, hogy a tveri hercegnek adja. A moszkvai fejedelem kihasználva a Mamaj és a kán közti ellentétet, a kántól vásárolta meg a nagyfejedelmi megbízást és még a tveri fejedelem túszként otthagyott fiát is megvásárolta tőle.
1374-től Moszkva nem fizetett adót az Arany Hordának; ugyanebben az évben a nagyfejedelmi méltóság újból a tveri Mihailhoz került. Mihail litván segítséggel és tatár jóváhagyással megpróbálta fegyverrel legyűrni vetélytársát, ám Dmitrij szövetkezett szinte valamennyi északkeleti orosz fejedelemmel és közösen megadásra kényszerítették Tvert, amely kénytelen volt tatárellenes szövetséget kötni Moszkvával.

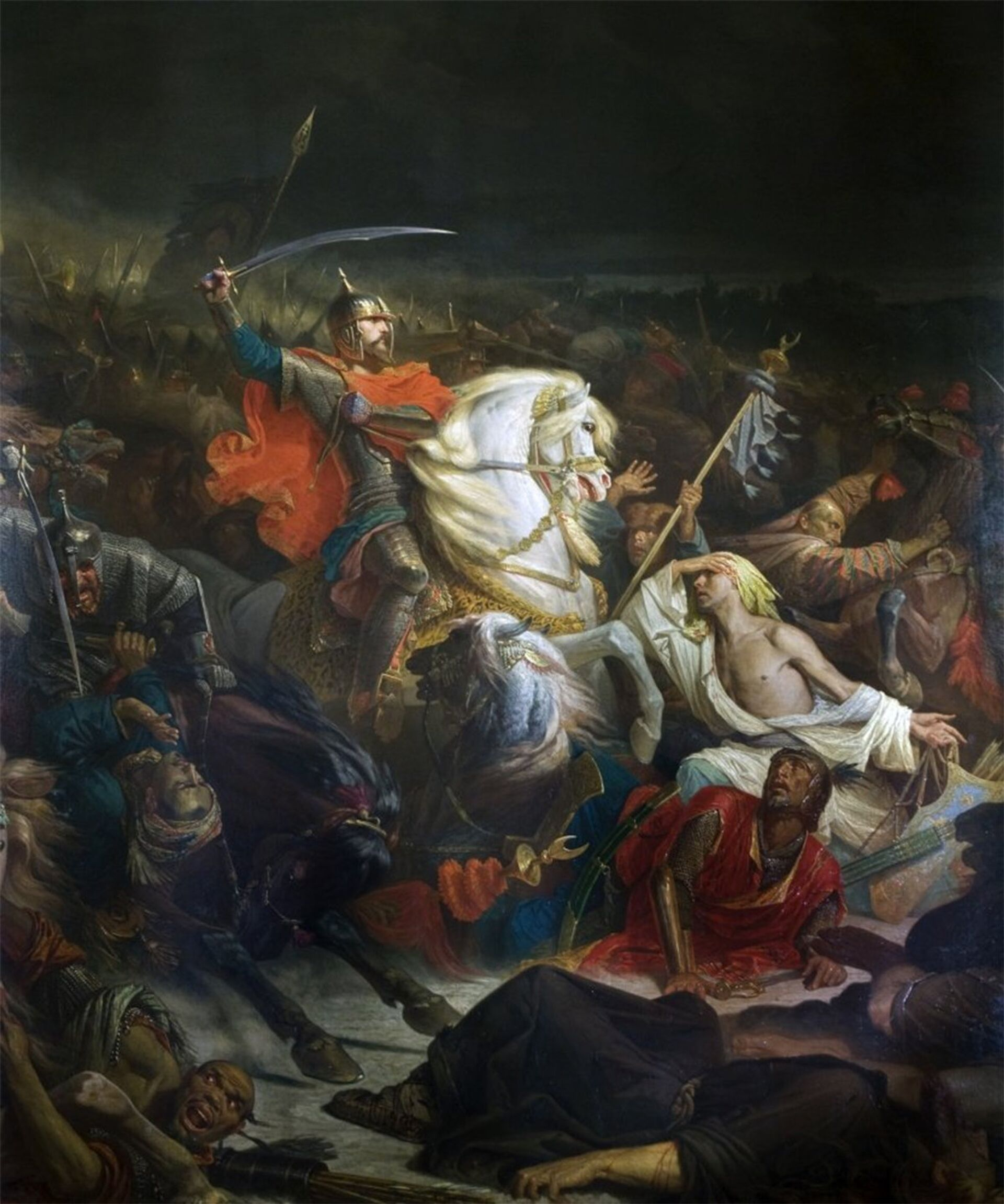
Dmitrij Donszkoj a kulikovói csatában (1850).

Ekkortól Moszkva és a tatárok között a kölcsönös határvillongások és fosztogatások egyre gyakoribbá váltak. 1378-ban a moszkvaiak legyőztek egy nagyobb tatár portyázó sereget a Vozsa folyónál, majd 1380-ban a minden erejét összegyűjtő Mamaj szenvedett vereséget a kulikovói mezőn az orosz fejedelmek koalíciójától. Ezután az Arany Hordában Toktamis kán vette át az uralmat, aki 1382-ben az adófizetés megtagadása miatt elfoglalta és felgyújtotta Moszkvát. A békeszerződésben Dmitrij elfogadta a magasabb adókat, cserébe megkapta a vlagyimiri fejedelemséget. A korábbi nagyfejedelmi cím így megszűnt és innentől kezdve Moszkva és Tver is nagyfejedelemségi státuszt kapott.

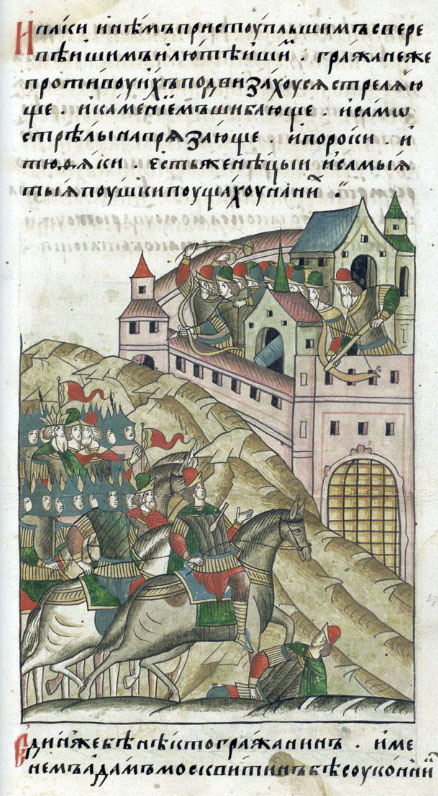
Toktamis kán felgyújtja Moszkvát.

1396-ban Timur Lenk vezetett hadjáratot az Arany Horda területére és feldúlta a rjazanyi fejedelemséget is, Moszkváig azonban nem ért el. 1408-ban az adó elmaradása miatt a királycsináló Edögej emír és a Horda kánja fogta ostrom alá a várost és pusztította végig a földjeit és csak jelentős hadisarc megfizetése után távozott.
I. Vaszilij halála után mind fia, mind öccse igényt tartott a trónra. Vitájukat a tatár kán elé vitték, aki a fiú, II. Vaszilij javára döntött. A 15. század közepére az Arany Hordát szétfeszítették belső viszályai és sorra váltak ki belőle a Krími, Kazanyi, Asztraháni kánságok, amelyekkel a moszkvai fejedelemség már különálló politikát folytathatott.

## Egyház

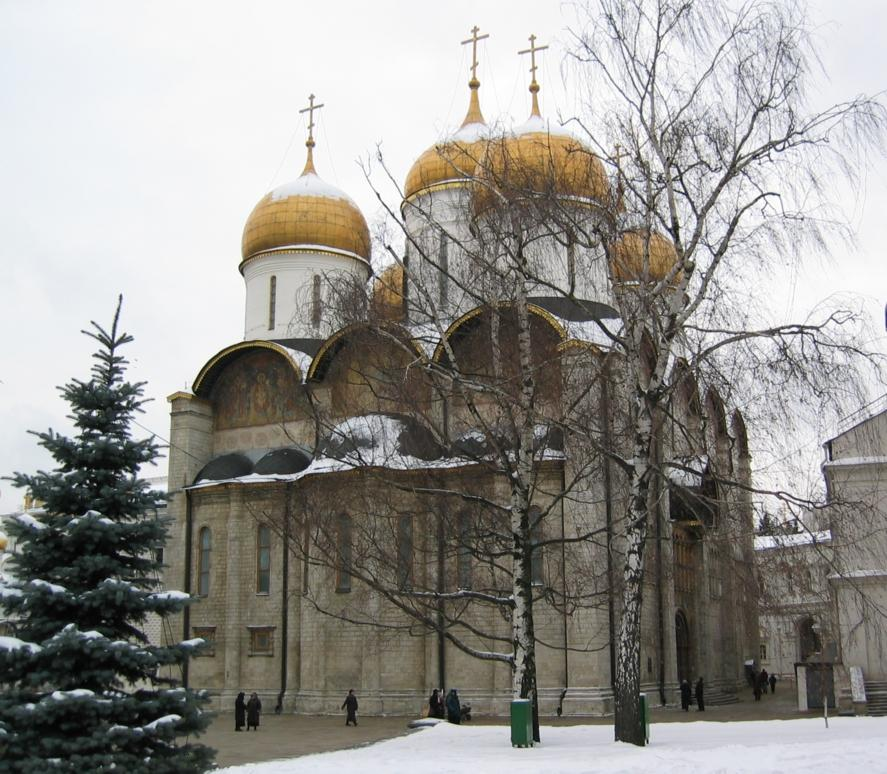
Az Uszpenszkij-székesegyház.

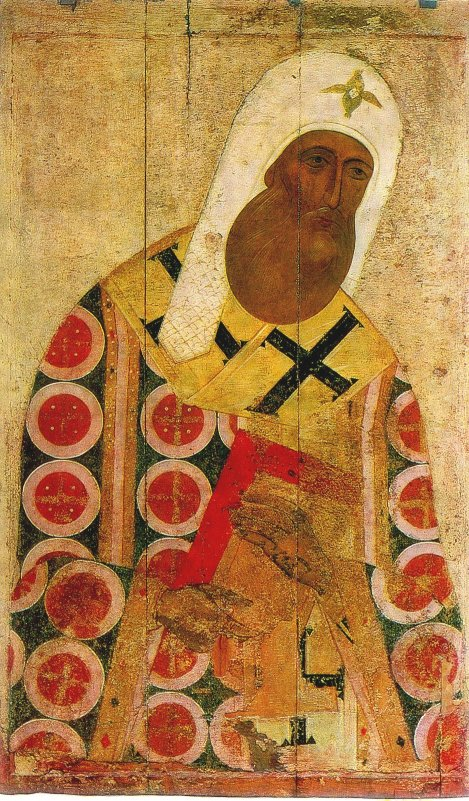
Péter metropolita.

Makszim, Kijev és egész Rusz metropolitája 1300-ban az elnéptelenedett és határvidékké vált Kijevből Vlagyimirbe költözött. Halála után két jelölt közül választottak új metropolitát, a Tver által támogatott Gerontyij és Moszkva és Halics jelöltje, Péter közül az utóbbi győzött. Péter 1325-ben Moszkvába költözött és bár a kijevi jelzőt megtartotta, az orosz spirituális élet központja ezzel szintén a városba került. A moszkvai fejedelmek bőkezű adományokkal gondoskodtak róla, hogy ez a helyzet ne változzon, már közvetlenül Péter költözése után Iván Kalita elrendelte az Uszpenszkij-székesegyház megépítését.
A görög és római egyházak 1439-es firenzei unióját az orosz metropolita nem ismerte el, és ekkortól fogva kinevezését nem erősíttette meg a konstantinápolyi pátriárkával. 1453-ban a törökök elfoglalták Konstantinápolyt, ezért (és a rövid életű unióval szembeni ellenérzések miatt) alakult ki az orosz ortodox egyházban a "harmadik Róma" elmélete, miszerint az első két szent város, Róma és Konstantinápoly elbukott, a harmadik és végleges pedig Moszkva lett.
1458-ban a pátriárka és a római pápa támogatásával az akkor Litvániához tartozó Kijevben új metropolitai székhelyet hoztak létre, aminek következményeként 1461-től a régi egyházfő a „Moszkva és egész Rusz metropolitája” címet vette fel. 1470-ben a novgorodiak Kijevből kértek új püspököt Moszkva helyett, ez volt az egyik oka III. Iván Novgorod elleni hadjáratának a következő évben.

## Részfejedelemségek
Az alapító Danyiil Alekszandrovics halála után fiai feltétlen hívei voltak legidősebb bátyjuknak, Jurijnak. A második fiú, Iván Kalita 1304-ben Perejaszlavlba költözött, megvédte a támadó tveriektől és onnantól részfejedelemként uralkodott. Két öccse, Alekszandr és Borisz Tverbe menekült miután összekülönböztek Jurijjal, annak oldalán így egyedül Afanaszij fivére maradt. Ám a fejedelemséget továbbra sem osztotta meg vele, hanem befolyását kihasználva Novgorod fejedelemévé tette.
Iván Kalita ifjabb fiainak saját részfejedelemséget adott, Zvenyigorodot és Szerpuhovot, amit utóda, Szimeon is helybenhagyott. Mikor Szimeon megbetegedett pestisben, minden birtokát a várandós feleségére hagyta, remélve hogy fiút szül (korábban két feleségétől hat fia született, ám ekkorra valamennyi meghalt), de az új nagyfejedelem, II. Iván elkobozta az özvegy birtokait és sajátjához csatolta őket.
Iván a végrendeletében az újonnan szerzett fejedelmi területeket nagyobbik fiára, Dmitrijre hagyta, míg saját régi zvenyigorodi részfejedelemségét kisebbik fiának adta át (aki tízévesen pestisben meghalt és vagyona bátyjára szállt vissza). Dmitrij a maga idejében a nagyfejedelmi címet, moszkvai birtokainak felét és Kolomnát hagyta legidősebb fiára, Vaszilijre, a többit pedig elosztotta négy további fia és felesége között. Végrendeletében úgy kívánta, hogy ha Vaszilij gyermektelenül halna meg, akkor teljes része osztatlanul szálljon legidősebb öccsére. Látható, hogy az ősi örökösödése rendszer, mely a birtok fiúk közötti szétosztását kívánta, fokozatosan adta át a helyét egy új rendszernek, melyben a fejedelmek már nem tekintették magánbirtokuknak az államot.
Vaszilij is egyben adta tovább fiának a birtokait, kivéve egy részt, melyet élethossziglan feleségére hagyott. A halála után kitört utódlási harcban II. Vaszilij legyőzte a nagybátyját és annak utódait, és azok szerpuhovi részfejedelemségét egyesítette a nagyfejedelmi résszel.
II. Vaszilij a szokásnak megfelelően, végrendeletében minden fiára hagyott birtokokat, de Iván, a legidősebb a nagyfejedelmi címen túl nagyobb birtokot kapott mint a többi együttvéve, így nem fenyegethették a trón öröklését. III. Iván később vissza is szerezte ezen részfejedelemségek többségét, ám apjához hasonlóan ő is úgy végrendelkezett, hogy kisebb fiai a nagyfejedelmi területek egyharmadát kapják, bár pénzverési joga csak a nagyfejedelemnek volt. Iván rendezte az örökös nélkül maradt részfejedelemségek kérdését is, azontúl csak a herceg fiai örökölhettek, ellenkező esetben a részfejedelemség visszaszállt a nagyfejedelemre. Az uralkodók feleségükre is hagyhattak élethosszig tartó birtokokat, amelyek aztán szintén visszaszálltak a nagyfejedelem tulajdonába.

## Novgorod meghódítása

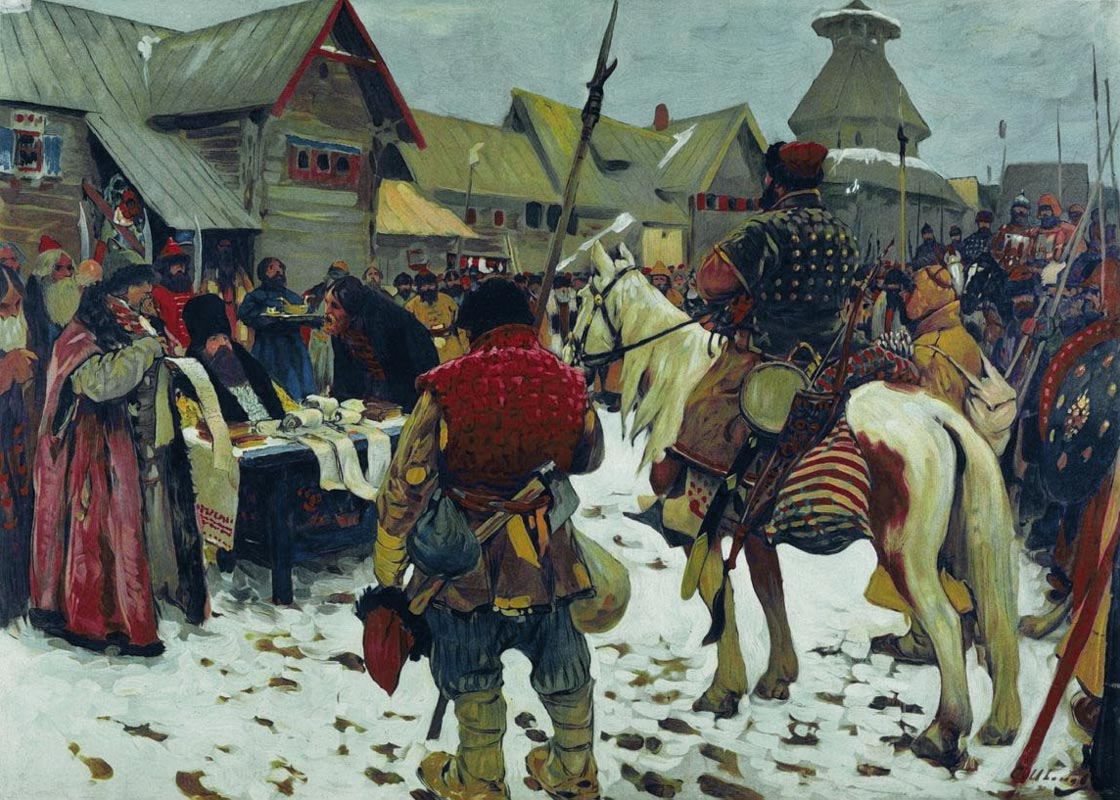
A katonák összeírása (Sz. Ivanov festménye, 1908).

A nagyfejedelemség növekvő hatalma aggodalmakat keltett Novgorodban és jelentős Moszkva-ellenes párt jött létre, melynek az élén a polgármester (poszadnyik) özvegye, Marfa Boreckaja és fiai álltak. 1470-ben az elhunyt novgorodi püspök helyére nem Moszkvából, hanem a lengyel-litván királytól függő kijevi metropolitától kértek helyére jelöltet. III. Iván fejedelem –miután a diplomáciai próbálkozásai kudarcot vallottak "összorosz keresztes hadjáratot" hirdetett Novgorod ellen.
1471 júniusában három irányból támadtak a köztársaságra. A seregek útközben fosztogattak és erőszakoskodtak a helyi lakossággal. Július 14-én a Selony-folyó menti csatában a novgorodiak döntő vereséget szenvedtek, tizenkétezren estek el és kétezren kerültek fogságba közülük. Dmitrij Boreckijt és három másik bojárt Iván kivégeztetett. A várost ostrom alá vették, mire Novgorodban a moszkvabarát párt kerekedett felül és tárgyalásokat kezdtek III. Ivánnal. Novgorod tizenhatezer rubel hadisarcot fizetett, kötelezte magát hogy nem szövetkezik a litván nagyfejedelemmel és a Dvina folyó mentén jelentős területi engedményekre is kényszerült. A legfontosabb függőben maradt kérdés a bíráskodási hatalom volt, a következő években mind a városi tanácsnak, mind a moszkvai fejedelemnek joga volt bíráskodni és ezek viszonya nem volt tisztázott. Ez a helyzet volt a következő moszkvai hadjárat okozója, ami aztán véget vetett Novgorod függetlenségének.
1477 tavaszán két novgorodi tisztviselő Moszkvában járt peres ügyét intézni és nagyfejedelmet a hagyományos „úr” (goszpogyin) helyett „uralkodó” (goszúdar) megszólítással illették. Erre az ürügyre hivatkozva III. Iván követelte Novgorodtól, hogy ismerjék el uralkodójuknak, a legfelsőbb bírói hatalom véglegesen kerüljön az ő kezébe és építsenek neki egy fejedelmi rezidenciát a városban. A novgorodi népgyűlés elutasította a követelést és készülni kezdtek a háborúra.
Októberben Iván megindította a hadjáratot. Csatlakoztak hozzá szövetségesei, a még független Tver és Pszkov csapatai. Az ostrom alá fogott Novgorodban nagy széthúzás uralkodott a polgárok körében, a Moszkva-pártiak a tárgyalást sürgették, míg mások az ellenállásra biztattak. A békepárt egyik vezetője Feofil püspök volt, aki kiharcolta egy tárgyaló küldöttség kiküldését, amelynek ő lett a vezetője. Iván nagyfejedelem azonban már nem elégedett meg a korábbi követelései teljesítésével és a népgyűlések beszüntetését (vagyis a legfőbb döntéshozatali fórum feladását) és Moszkvának való teljes alávetettséget kívánt. Az ultimátum után kisebb zavargások törtek ki a városban és a moszkvapárti bojárok egy része, köztük a novgorodi hadvezér átszökött a falakon Iván táborába. 1478. január 15-én a város megadta magát és elfogadta III. Iván feltételeit; a gyűlésre hívó harangot leszerelték és a városi irattárral együtt Moszkvába szállították.

## A mongol-tatár iga lerázása

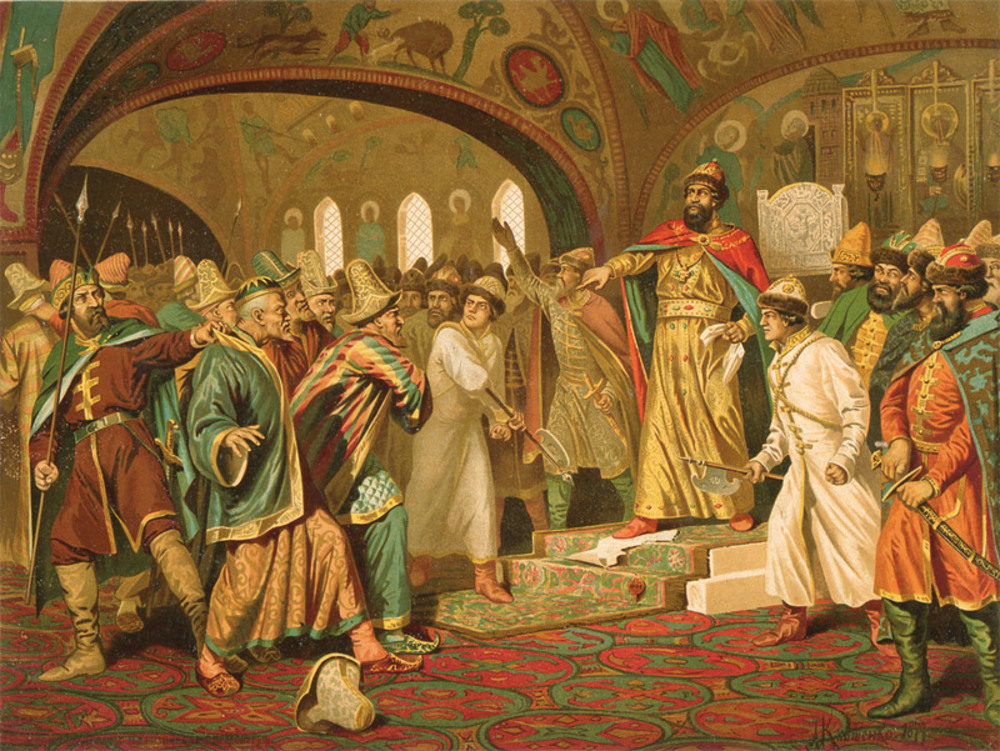
III. Iván széttépi a kán levelét.

A széteső Arany Horda egyik része, a Kászimi kánság már 1445-ben moszkvai védnökség alá helyezte magát. 1472-ben Iván szövetséget kötött a Krími kánsággal a Nagy Horda ellen, majd 1480-ban megtagadta a tatároknak fizetendő adót. Ahmat kán válaszul hadat indított Moszkva ellen. A két sereg októberben az Ugra folyónál találkozott. Ahmat négy napon át próbálkozott átkelni a folyón, de az oroszok ezt megakadályozták, végül visszavonult, hogy megvárja lengyel szövetségesét. A várakozás elhúzódott, a moszkvai szövetséges krími tatárok folyamatosan zaklatták utánpótlását és a lengyelek nem érkeztek meg, így Ahmat hazatért. 240 évnyi elnyomás után az oroszok nem fizettek többé adót a tatároknak. III. Iván 1487-ben győztes hadjáratot vezetett a Kazanyi kánság ellen és felvette a Bolgárország fejedelme címet. A Nagy Horda 1502-es megsemmisülése után a nagyfejedelemség közvetlenül határos lett a Krími kánsággal, amely Litvániával kötött szövetséget és ezután rendszeresen fosztogatta a moszkvai állam déli területeit.

## Az egységes orosz állam létrehozása
III. Iván és III. Vaszilij uralkodása alatt a Moszkvai Nagyfejedelemség bekebelezett minden független orosz fejedelemséget és a litván uralom alá került orosz területek jelentős részét is meghódította, létrehozva így az egységes orosz államot. 1471-ben Jaroszlav, 1474-ben Rosztov, 1478-ban Novgorod, 1485-ben pedig Tver veszítette el a függetlenségét. 1480-ban a moszkvai állam végleg megszabadult a tatár kánok iránti adófizetési kötelezettségétől. III. Iván unokatestvére végrendeletében ráhagyta a rjazanyi fejedelemséget. III. Vaszilij harc nélkül egyesítette a nagyfejedelemséggel Pszkovot és több hadjárat során elfoglalta Litvániától Szmolenszket és a Dnyeper bal partjáig minden orosz földet. 1497-ben az egész államra kiterjedő érvényű új törvénykönyvet és földbirtokosi rendszert vezettek be.

## Társadalom
III. Iván idejében megváltozott a nagyfejedelem és a bojári rend közötti viszony. A korabeli írások egyre inkább egyeduralkodóként tekintenek a nagyfejedelemre, és Iván házassága Palaiologosz Szofiával csak megerősítette a bizánci felfogások és szokások oroszországi terjedését. Jól kifejeződött ez abban is, hogy Iván viselkedése bojárjaival szemben dölyfösebbé és arrogánsabbá vált.

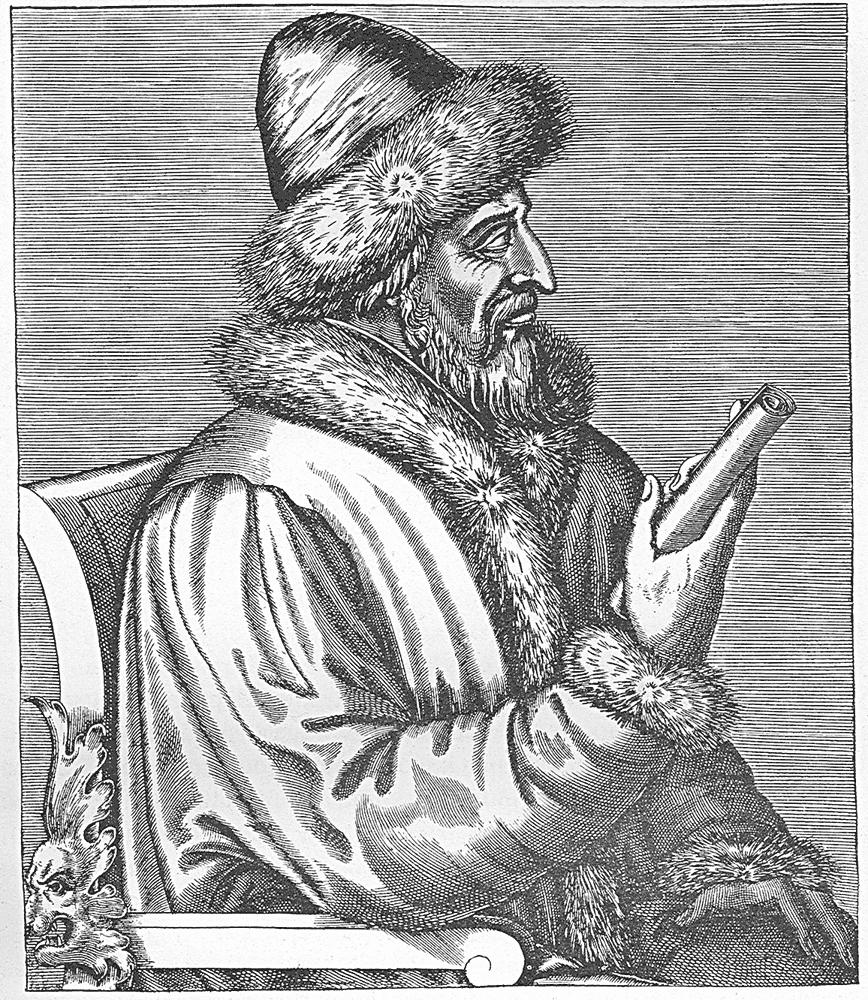
III. Vaszilij nagyfejedelem.

Azonban Iván idejében még élt a régi nézet is, hogy a bojárok fontos tanácsadók és véleményüket minden államügyben ki kell kérni. Fia, III. Vaszilij már sokkal inkább egyeduralkodó módjára viselkedett, önállóan döntött, a bojárok megkérdezése nélkül és nem kedvelte, ha ellentmondtak neki. Az egyház ügyeibe is beleszólása volt, részt vehetett a metropoliták megválasztásában és letételében. A nagyfejedelmek eleinte csak ajánlhattak egyes jelölteket, ahogyan ezt megcselekedte II. Iván Alekszij esetében vagy Dmitrij Donszkij Mihail metropolitával. II. Vaszilij már azt állította, hogy a metrpoliták kiválasztása őseinek kiváltságai közé tartozott, ám sem az ő, sem III. Iván idejében nem volt elég egyedül a nagyfejedelem akarata a metropolitai poszt betöltéséhez; III. Vaszilij uralma alatt viszont már igen.
A bojárok korábban a fejedelmi kíséret, a druzsina tagjai voltak. Lassanként, ahogyan katonai szolgálaiakért földbirtokakat kaptak jutalmul, földbirtokos osztállyá váltak és vándorlásuk egyik hercegtől a másikhoz lehetetlenné vált, mert ez vagyonuk elvesztésével járt volna. Ahogyan nőtt a fejedelemség jelentősége, a környező hercegségekből vagy Litvániából is egyre több arisztokrata állt a fejedelem szolgálatába, ami feszültségekhez vezetett a régi bojári családokkal. Ennek eredményeképpen vezették be a mesztnyicsesztvo rendszerét, aminek alapján egy család presztízsét az adta, annak alapján tölthetett be fontosabb tisztséget, hogy ősei milyen régen éltek Moszkvában, milyen régen szolgálták a fejedelmet. A rendszer jelentősége később csökkent, ahogyan az egyeduralkodónak és a központosított államnak inkább tapasztalt hadvezérekre és bürokratákra lett szüksége, mint az őseikre büszke bojárfiakra. III. Iván idején az örökbirtok mellett megjelenik a szolgálati birtok is, amelyet tulajdonosa fegyveres vagy állami szolgálat fejében kapott, eleinte élethossziglan, majd később ez is örökíthetővé vált.
Az uralkodót a bojár duma segítette. Az egyes ügyeknek külön felelős tisztsége volt a lovászmester, udvarmester, vadászmester személyében, amelyekhez később a pohárnokok és asztalnokok stb. csatlakoztak. III. Iván idejében a nagyfejedelmi udvar szerveződése bonyolultabbá és hierarchikusabbá vált. Csúcsán a bojárok álltak és a mindennapi teendők végzéséért felelős kulcsárok, lovászok, pohárnokok tisztségééig terjedt. A legalacsonyabb lépcsőfokon a szabad szolgák vagy „udvari emberek” álltak, ők vámszedői, törvényszolgai stb. szolgálatokat láttak el. A félszabadok rétegéhez tartoztak a kertészek, lovászok, halászok és egyéb mesterségek űzői.
A fejedelem szolgáin túl Moszkva népességének felső rétegét a kereskedők és céhmesterek adták, míg az alsót a házalók, iparosok és a városon kívül a parasztok, őket együttesen fekete embereknek hívták.
A parasztok vagy magán- vagy kolostori birtokon, vagy ún. fekete földeken éltek, utóbbin közvetlenül a fejedelmeknek vagy fegyverhordozóiknak voltak alávetve. A földművelők egy része jobbágy, holop más része szabad paraszt volt.
A Kijevi Rusz szétzúzása után az oroszlakta földek központja keletebbre került és Moszkva felemelkedésével, a tatárokkal való évszázados együttműködésével egy erősen centralizált, egyeduralkodói politikai modell vált valóra, mely egészen napjainkig nyúlóan befolyásolta az orosz társadalom fejlődését.

## Fordítás
- Ez a szócikk részben vagy egészben  a(z)   Великое княжество Московское című orosz Wikipédia-szócikk ezen változatának fordításán alapul.  Az eredeti cikk szerkesztőit annak laptörténete sorolja fel. Ez a jelzés csupán a megfogalmazás eredetét és a szerzői jogokat jelzi, nem szolgál a cikkben szereplő információk forrásmegjelöléseként.